# Le Torquesne
Le Torquesne est une commune française, située dans le département du Calvados en région Normandie, peuplée de 529 habitants (les Torquesnois).

## Géographie

### Localisation
Les communes limitrophes sont Le Breuil-en-Auge, Coquainvilliers, Formentin, Manerbe et Saint-Hymer.

### Hydrographie
La commune est située dans le bassin Seine-Normandie. Elle n'est drainée par aucun cours d'eau,.

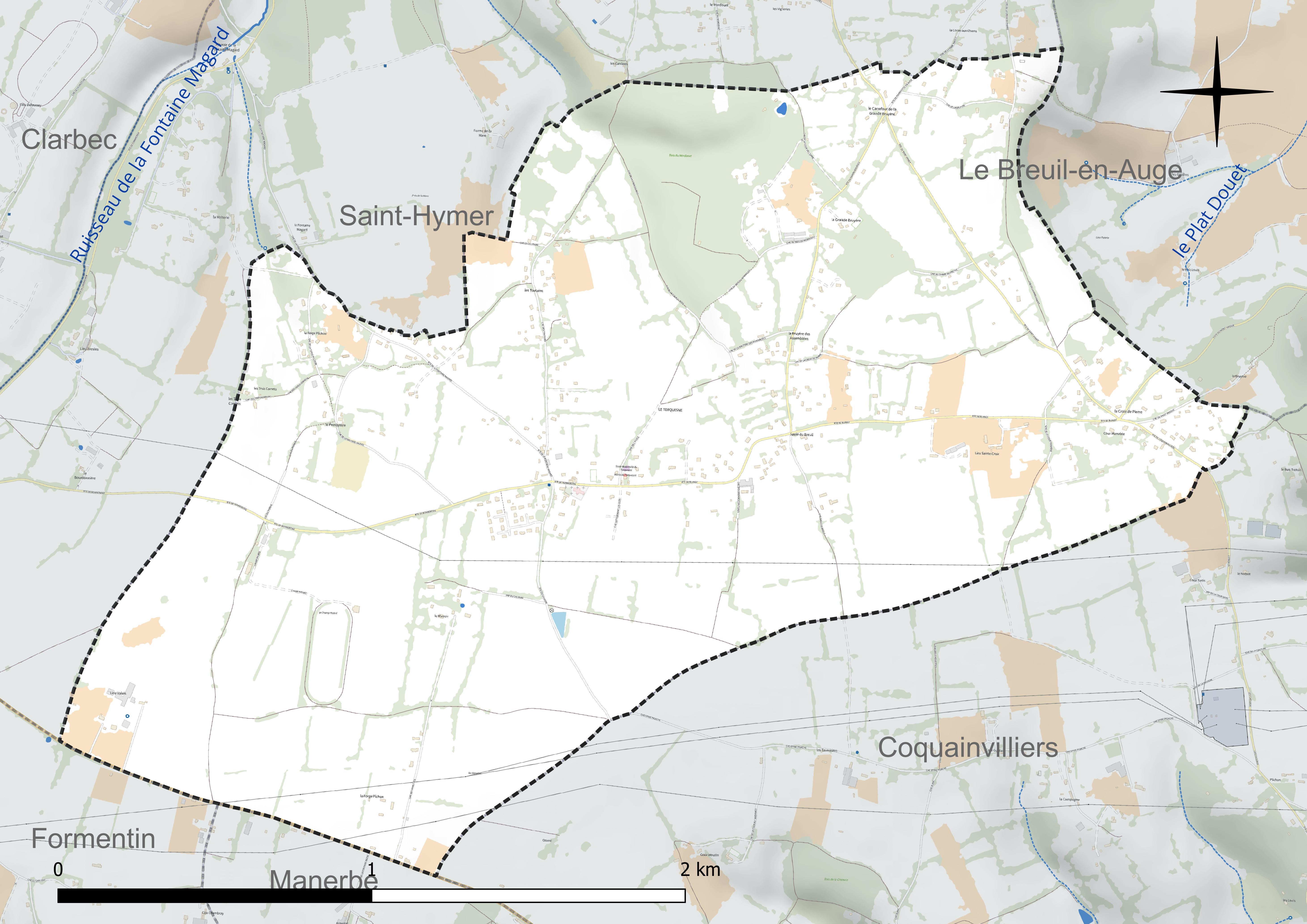
Réseau hydrographique du Torquesne.

### Climat
Pour des articles plus généraux, voir Climat de la Normandie et Climat du Calvados.
En 2010, le climat de la commune est de type climat océanique franc, selon une étude du CNRS s'appuyant sur une série de données couvrant la période 1971-2000. En 2020, Météo-France publie une typologie des climats de la France métropolitaine dans laquelle la commune est exposée à un climat océanique et est dans la région climatique  Côtes de la Manche orientale, caractérisée par un faible ensoleillement (1 550 h/an) ; forte humidité de l'air (plus de 20 h/jour avec humidité relative > 80 % en hiver), vents forts fréquents. Parallèlement le GIEC normand, un groupe régional d'experts sur le climat, différencie quant à lui, dans une étude de 2020, trois grands types de climats pour la région Normandie, nuancés à une échelle plus fine par les facteurs géographiques locaux. La commune est, selon ce zonage, exposée à un « climat contrasté des collines », correspondant au Pays d'Auge, Lieuvin et Roumois, moins directement soumis aux flux océaniques et connaissant toutefois des précipitations assez marquées en raison des reliefs collinaires qui favorisent leur formation.
Pour la période 1971-2000, la température annuelle moyenne est de 10,2 °C, avec  une amplitude thermique annuelle de 12,7 °C. Le cumul annuel moyen de précipitations est de 865 mm, avec 12,9 jours de précipitations en janvier et 8,7 jours en juillet. Pour la période 1991-2020, la température moyenne annuelle observée sur la station météorologique la plus proche, située sur la commune de Lisieux à 9 km à vol d'oiseau, est de 11,7 °C et le cumul annuel moyen de précipitations est de 881,4 mm,. Pour l'avenir, les paramètres climatiques de la commune estimés pour 2050 selon différents scénarios d'émission de gaz à effet de serre sont consultables sur un site dédié publié par Météo-France en novembre 2022.

## Urbanisme

### Typologie
Au 1er janvier 2024, Le Torquesne est catégorisée commune rurale à habitat dispersé, selon la nouvelle grille communale de densité à 7 niveaux définie par l'Insee en 2022.
Elle est située hors unité urbaine. Par ailleurs la commune fait partie de l'aire d'attraction de Lisieux, dont elle est une commune de la couronne,. Cette aire, qui regroupe 57 communes, est catégorisée dans les aires de 50 000 à moins de 200 000 habitants,.

### Occupation des sols
L'occupation des sols de la commune, telle qu'elle ressort de la base de données européenne d'occupation biophysique des sols Corine Land Cover (CLC), est marquée par l'importance des territoires agricoles (94,9 % en 2018), une proportion identique à celle de 1990 (94,9 %). La répartition détaillée en 2018 est la suivante : 
prairies (40,9 %), terres arables (29,3 %), zones agricoles hétérogènes (24,7 %), forêts (5,1 %). L'évolution de l'occupation des sols de la commune et de ses infrastructures peut être observée sur les différentes représentations cartographiques du territoire : la carte de Cassini (XVIIIe siècle), la carte d'état-major (1820-1866) et les cartes ou photos aériennes de l'IGN pour la période actuelle (1950 à aujourd'hui).

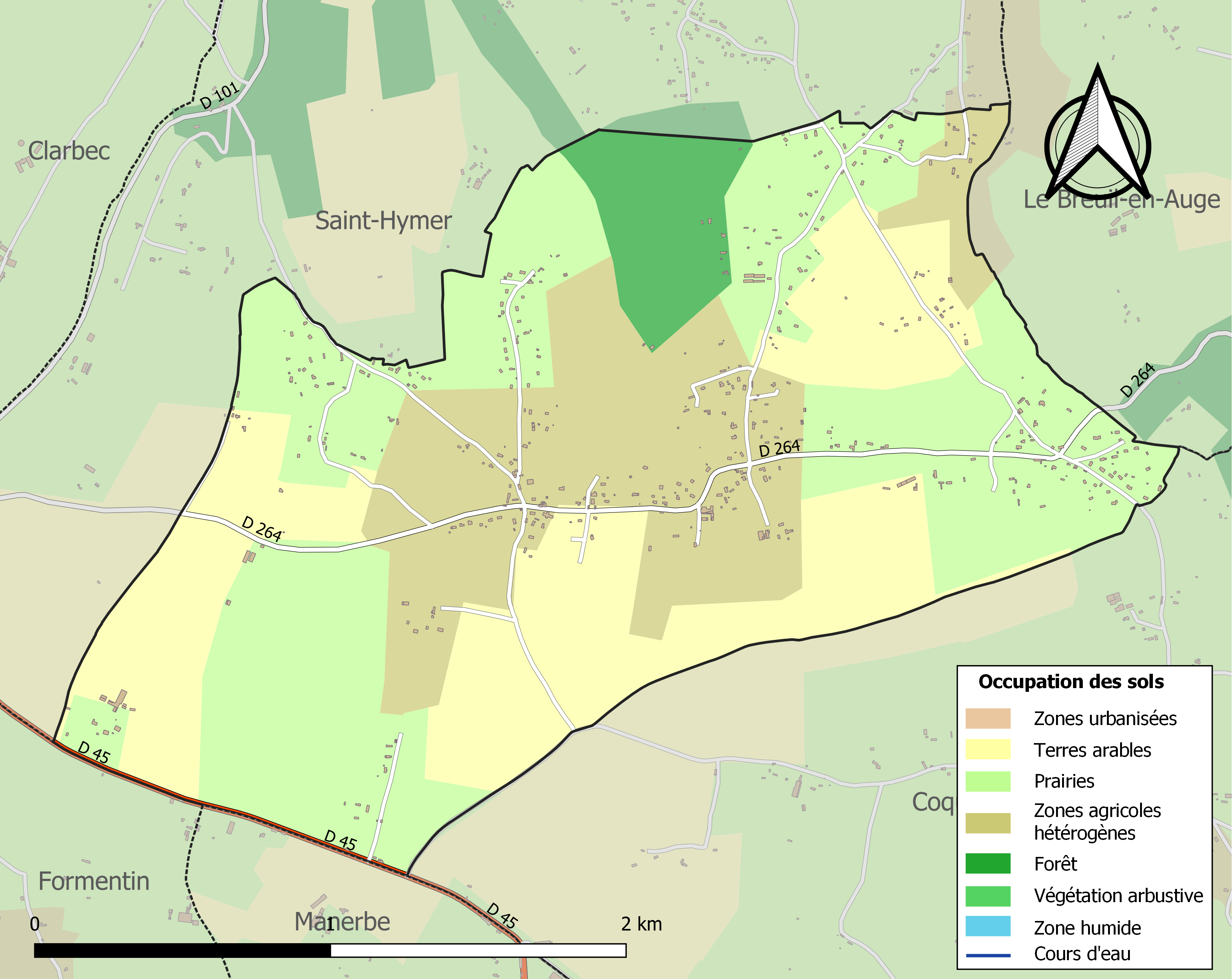
Carte des infrastructures et de l'occupation des sols de la commune en 2018 (CLC).

## Toponymie
Le nom de la localité est attesté sous la forme Torta Quercus en 1198, de l'adjectif oïl tort et du normand kaisne, signifiant « chêne tordu »
Le lieu est marqué dans le passé par la présence d'un chêne remarquable, aujourd'hui disparu. Le Torquesne signifie littéralement « tors chêne » avec l'ancien français tors, tordu et le normand septentrional (au nord de la ligne Joret) quêne, chêne. Le mot normand est issu du gaulois cassanos, signifiant également chêne.

## Politique et administration
| Période                                  | Période   | Identité                     | Étiquette | Qualité                                |
| ---------------------------------------- | --------- | ---------------------------- | --------- | -------------------------------------- |
|                                          | 1809      | Jean François Touffet        |           |                                        |
| 1810                                     | 1830      | Jean François Esmont         |           | Capitaine de Cavalerie et propriétaire |
| 1830                                     |           | Édouard Amand Désiré Quesnel |           | Cultivateur                            |
| maire en 1981                            |           | Philippe Houdart             |           |                                        |
| juin 1995                                | mars 2008 | Roland Léon                  | SE        | Retraité de l'agriculture              |
| mars 2008                                | En cours  | Sylvain Marie                | SE        | Cadre administratif à l'OPAC           |
| Les données manquantes sont à compléter. |           |                              |           |                                        |

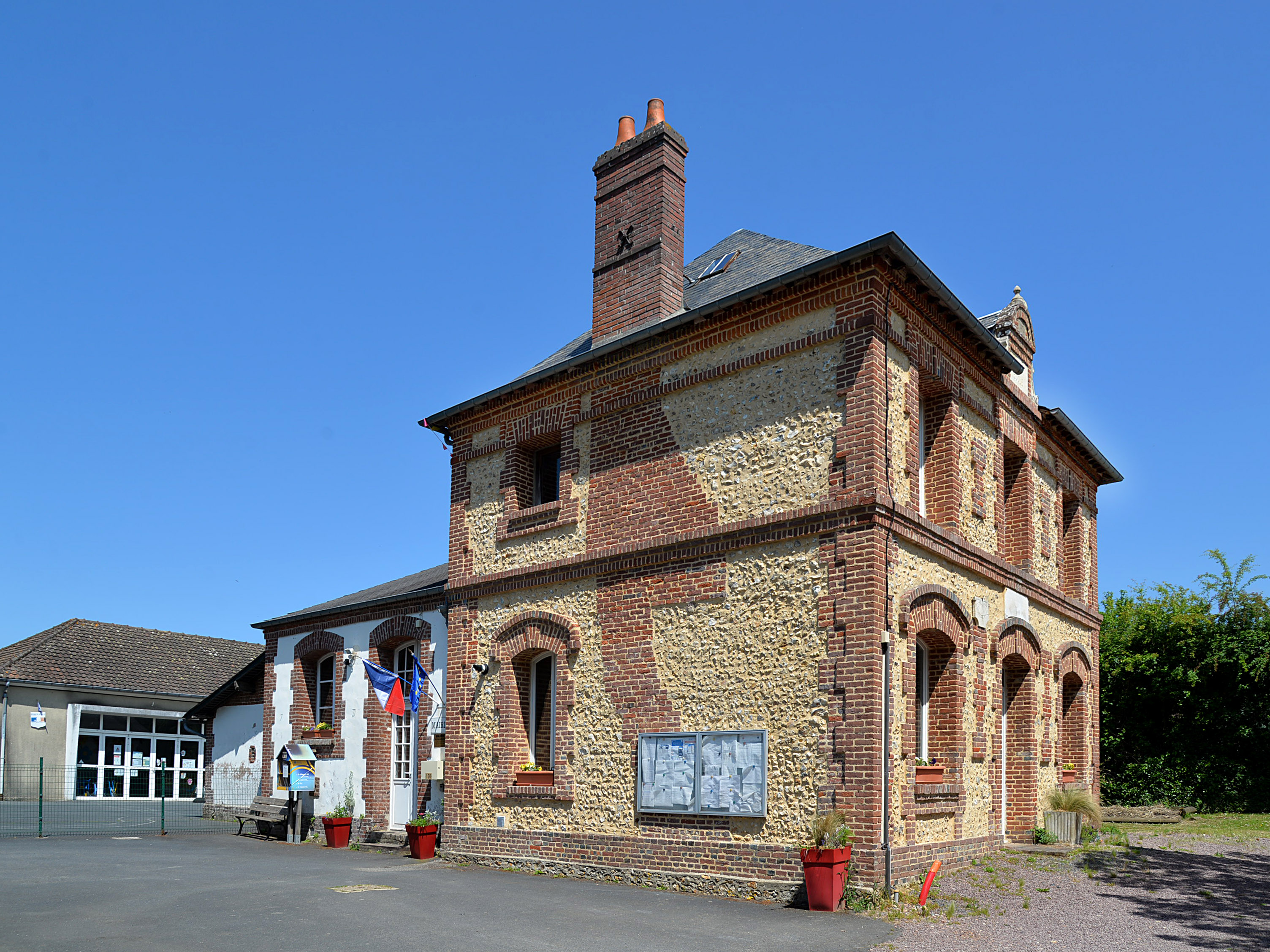
La mairie

Le conseil municipal est composé de onze membres dont le maire et deux adjoints.

## Démographie
L'évolution du nombre d'habitants est connue à travers les recensements de la population effectués dans la commune depuis 1793. Pour les communes de moins de 10 000 habitants, une enquête de recensement portant sur toute la population est réalisée tous les cinq ans, les populations de référence des années intermédiaires étant quant à elles estimées par interpolation ou extrapolation. Pour la commune, le premier recensement exhaustif entrant dans le cadre du nouveau dispositif a été réalisé en 2004.
En 2022, la commune comptait 529 habitants, en évolution de +4,13 % par rapport à 2016 (Calvados : +1,58 %, France hors Mayotte : +2,11 %).
Le Torquesne a compté jusqu'à 429 habitants en 1800.
| 1793 | 1800 | 1806 | 1821 | 1831 | 1836 | 1841 | 1846 | 1851 |
| ---- | ---- | ---- | ---- | ---- | ---- | ---- | ---- | ---- |
| 346  | 429  | 374  | 330  | 317  | 320  | 296  | 288  | 289  |

| 1856 | 1861 | 1866 | 1872 | 1876 | 1881 | 1886 | 1891 | 1896 |
| ---- | ---- | ---- | ---- | ---- | ---- | ---- | ---- | ---- |
| 259  | 256  | 267  | 254  | 264  | 236  | 227  | 228  | 228  |

| 1901 | 1906 | 1911 | 1921 | 1926 | 1931 | 1936 | 1946 | 1954 |
| ---- | ---- | ---- | ---- | ---- | ---- | ---- | ---- | ---- |
| 204  | 199  | 185  | 172  | 172  | 186  | 190  | 201  | 197  |

| 1962 | 1968 | 1975 | 1982 | 1990 | 1999 | 2004 | 2006 | 2009 |
| ---- | ---- | ---- | ---- | ---- | ---- | ---- | ---- | ---- |
| 216  | 204  | 155  | 205  | 245  | 301  | 387  | 400  | 425  |

| 2014 | 2019 | 2022 | - | - | - | - | - | - |
| ---- | ---- | ---- | - | - | - | - | - | - |
| 495  | 510  | 529  | - | - | - | - | - | - |

## Culture locale et patrimoine

### Lieux et monuments
- Église Notre-Dame (XVIe-XVIIe siècles)
- Calvaire (près du bourg)

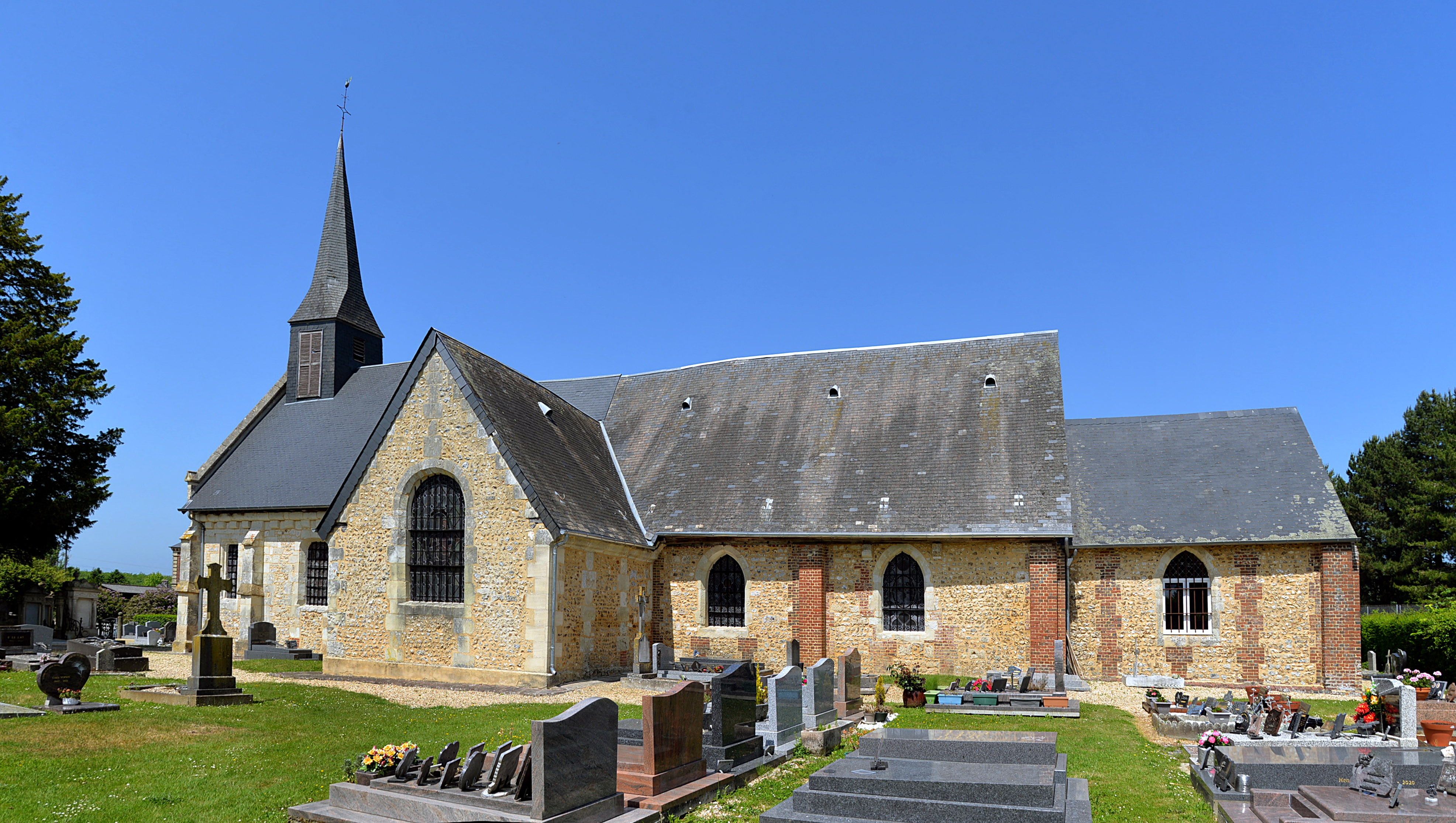
L'église Notre-Dame vue sud-est.
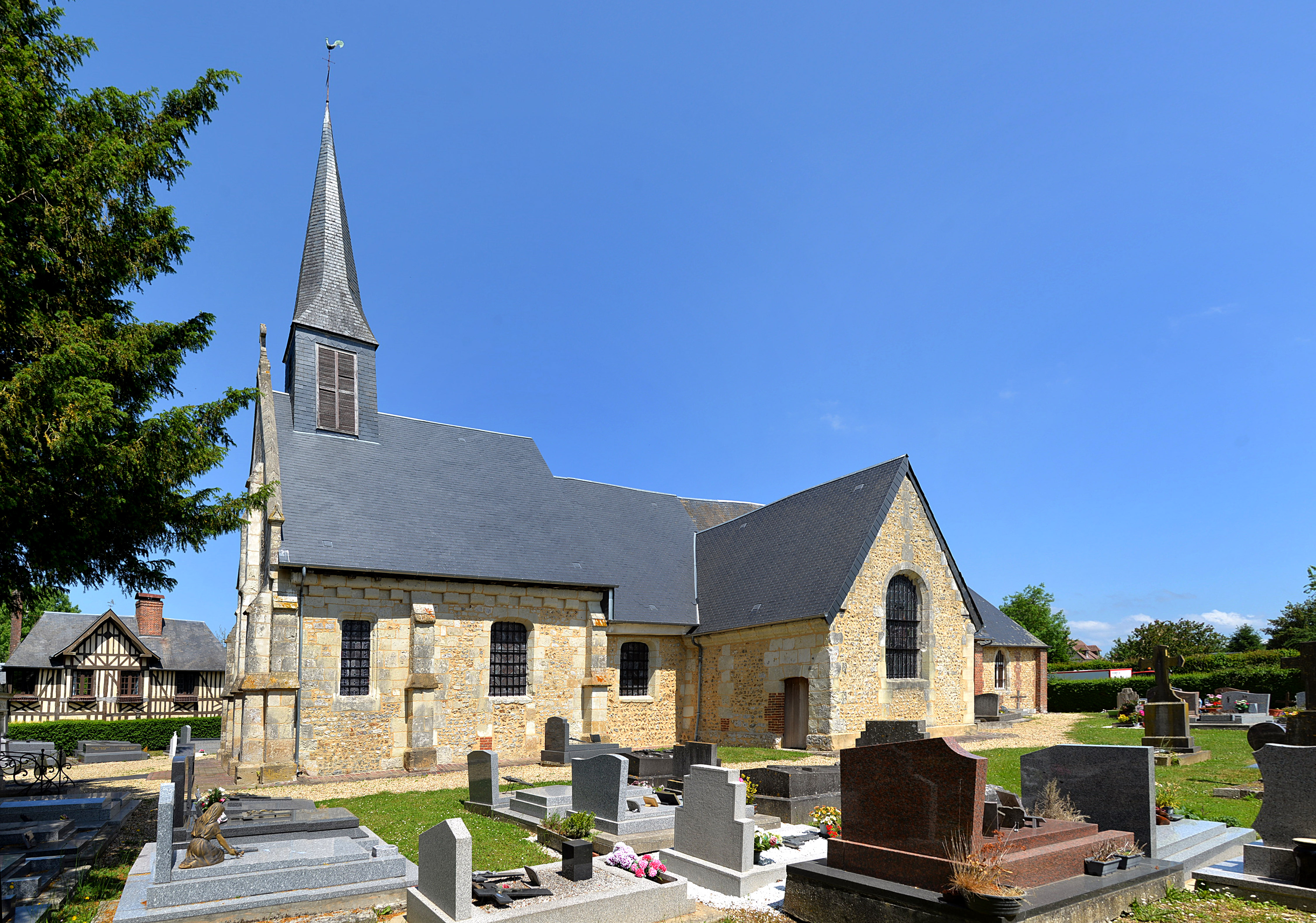
L'église Notre-Dame vue sud-ouest.
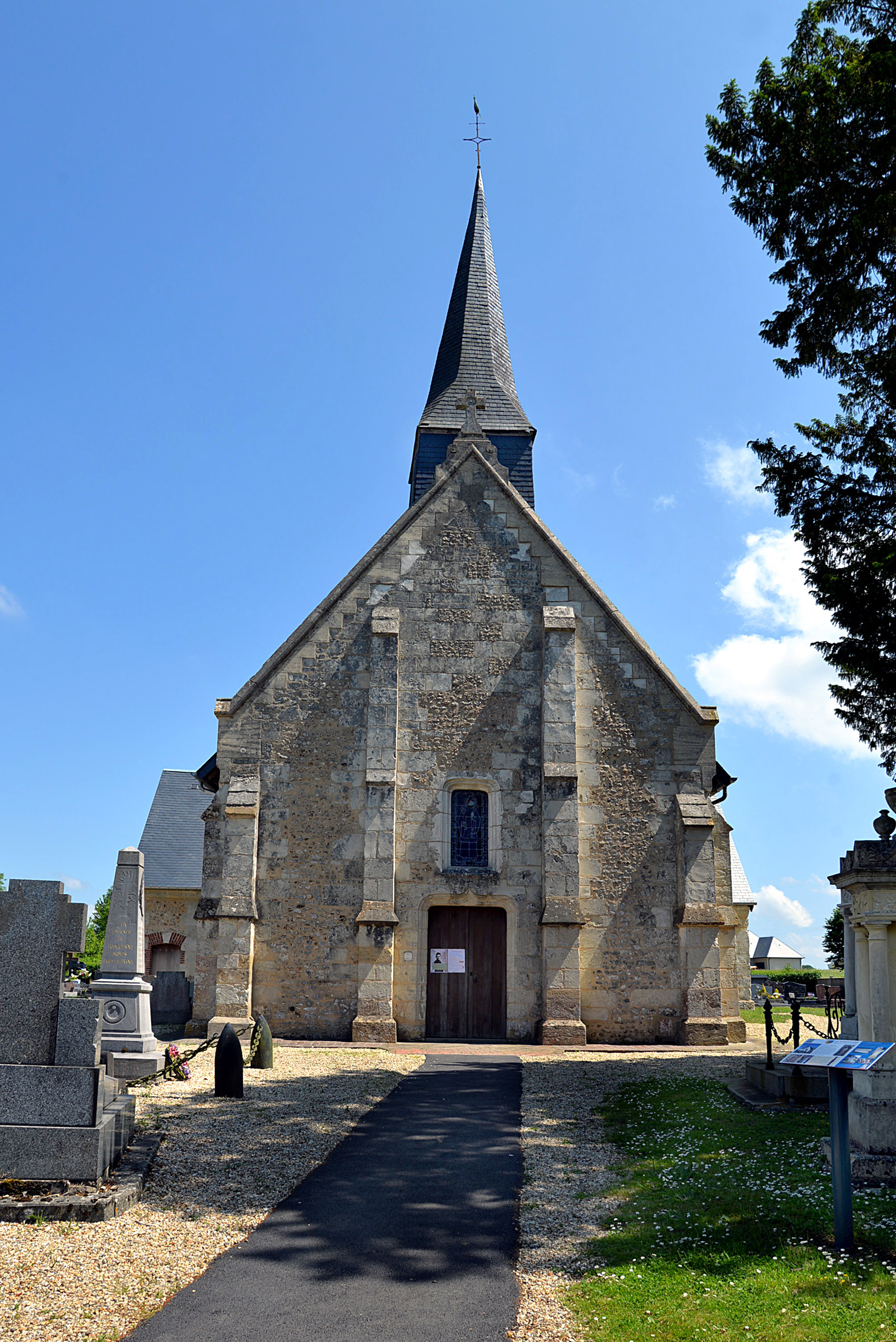
L'église Notre-Dame vue ouest.
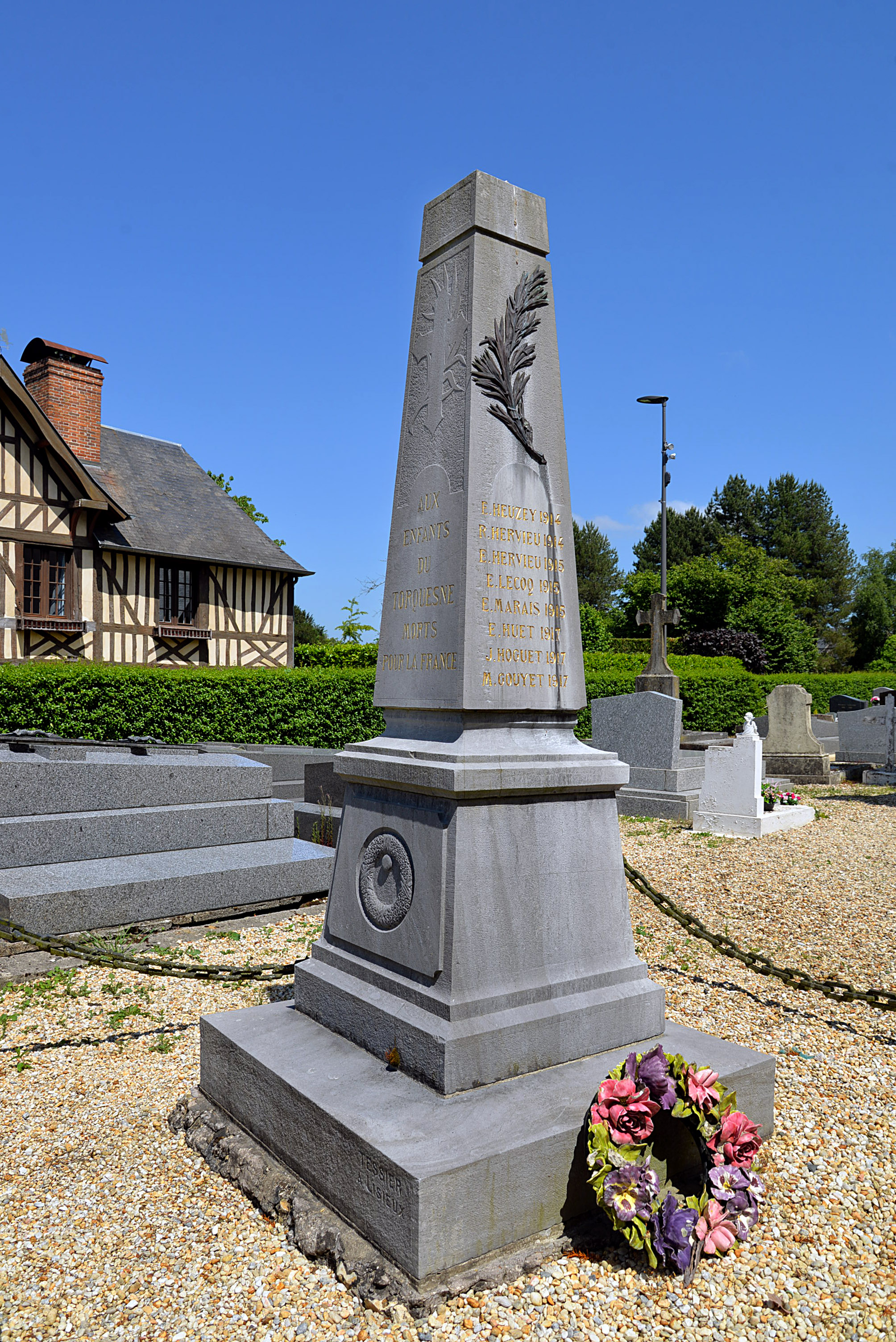
Le monument aux morts.

### Activités et manifestations
- Fête de la Sainte-Madeleine : le 17 juillet.

### Personnalités liées à la commune
=

### Héraldique
| Blason de Le Torquesne | Blason  | Parti ondé de deux ondes en forme de S : au 1er d'or plain, au 2e d'azur à la feuille de chêne cousue de sinople, posée en fasce et mouvant du flanc senestre, à la pomme feuillée d'une pièce au naturel brochant sur le tout en pointe. |
| Blason de Le Torquesne | Détails | Le statut officiel du blason reste à déterminer. |